# Nuria Santiago
Nuria Santiago Hernández (Valencia; 11 de abril de 1991) es una futbolista española. Formada en la Levante Unión Deportiva, juega en el Mislata de la Segunda División Femenina.

## Clubes
| Club              | País   | Año        |
| ----------------- | ------ | ---------- |
| Levante U. D.     | España | 2009-2010  |
| Atlético Femenino | España | 2010- 2012 |
|                   |        |            |
|                   |        |            |
|                   |        |            |